# 高橋岩和
高橋 岩和（たかはし いわかず、1946年11月16日 - ）は、日本の法学者。専門は経済法。学位は、博士（法学）（早稲田大学、1999年）（学位論文「ドイツ競争制限禁止法の成立と構造」）。明治大学名誉教授。

## 人物
日本経済法学会理事。神奈川県消費者被害救済委員会会長。公正取引委員会独占禁止法研究会委員、企業取引研究会委員等を歴任。
専門は日本独占禁止法・ドイツ競争法。経済法分野の権威の一人である。
GATT・WTO法、消費者法、知的財産法等も幅広く研究し、経済法という学問領域を確立するのに貢献した。
早稲田大学大学院時代は宮坂富之助に師事。
ドイツにて在外研究、後掲『ドイツ競争制限禁止法の成立と構造』を完成させた。
明治大学、早稲田大学、神奈川大学で教鞭をとっており、ゼミナールを重視して教育に力を注いでいることでも知られる。

## 学歴
- 1972年 早稲田大学法学部卒業
- 1979年 早稲田大学大学院法学研究科博士課程単位取得退学
- ドイツにて長期在外研究。

## 職歴
- 1990年 神奈川大学短期大学部教授
- 2002年 明治大学法学部教授
- 2004年 明治大学大学院法務研究科教授
- 2017年 明治大学名誉教授

## 業績
- 共著『アジアの競争法と取引法制』（法律文化社、2005年）
- 共著『現代経済と法構造の変革』（三省堂、1997年）
- 単著『ドイツ競争制限禁止法の成立と構造』（三省堂、1997年）
- 共著『現代経済法―日本経済の法構造』（三省堂、1995年）
- 共著『協同組合と法』（三省堂、1993年）
- 共編『経済法資料集ⅠⅡ』（成文堂、1981年）
- その他、論文・論稿等が多数発表されている。